# Cultura LGBT en Australia
La cultura LGBT en Australia comprende las diferentes manifestaciones artísticas y de ocio existentes en el país cuyo enfoque es la diversidad sexual o que incluye la participación de personas LGBT en ellas.
La ciudad con la comunidad LGBT más grande de Australia es Sídney, en Nueva Gales del Sur, y es conocida como una de las ciudades gay más icónicas del mundo. Un 79% de los australianos están de acuerdo en aceptar la homosexualidad según una encuesta de Pew Research en 2013, ubicando al país como el quinto más tolerante. Sídney es reconocida por su activismo en derechos LGBT y el famoso festival anual del Orgullo Gay y Lésbico, convirtiéndola en una de las ciudades más amigables con la comunidad LGBT, tanto en Australia como a nivel global.

## Cine

### Películas
La película Head On de 1998, dirigida por Ana Kokkinos y protagonizada por Alex Dimitriades y Paul Capsis,  es la adaptación cinematográfica de la novela Loaded.

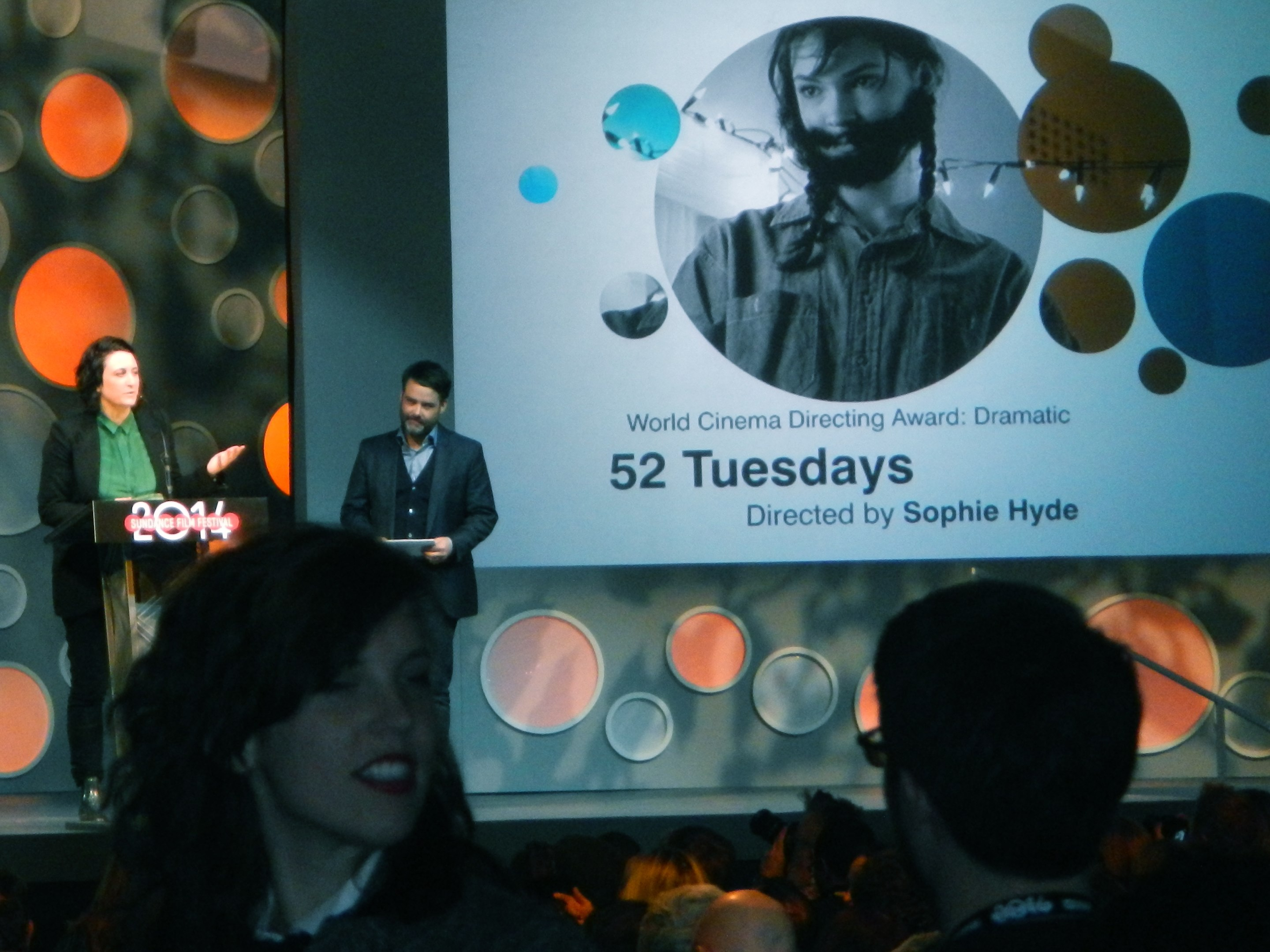
Sophie Hyde en la ceremonia de entrega de premios Sundance 2014 por 52 Tuesdays

52 Tuesdays es una película de drama y crecimiento personal del año 2013 dirigida por Sophie Hyde. La película se centra en una adolescente que lidia con la transición de género de uno de sus padres. Fue proyectada en el Festival de Cine de Sundance de 2014, donde fue nominada al Gran Premio del Jurado, y ganó el Premio a la Mejor Dirección. A lo largo del año siguiente, recibió numerosos premios y obtuvo reconocimiento crítico a nivel mundial.

### Eventos
El Festival de Cine Mardi Gras es un festival de cine LGBTQ+ australiano que se celebra anualmente en Sídney, Nueva Gales del Sur, como parte de las celebraciones de Mardi Gras para gays y lesbianas de Sídney. Está organizado por Queer Screen Limited, una organización sin fines de lucro, y es una de las plataformas de cine queer más grandes del mundo.

## Deportes

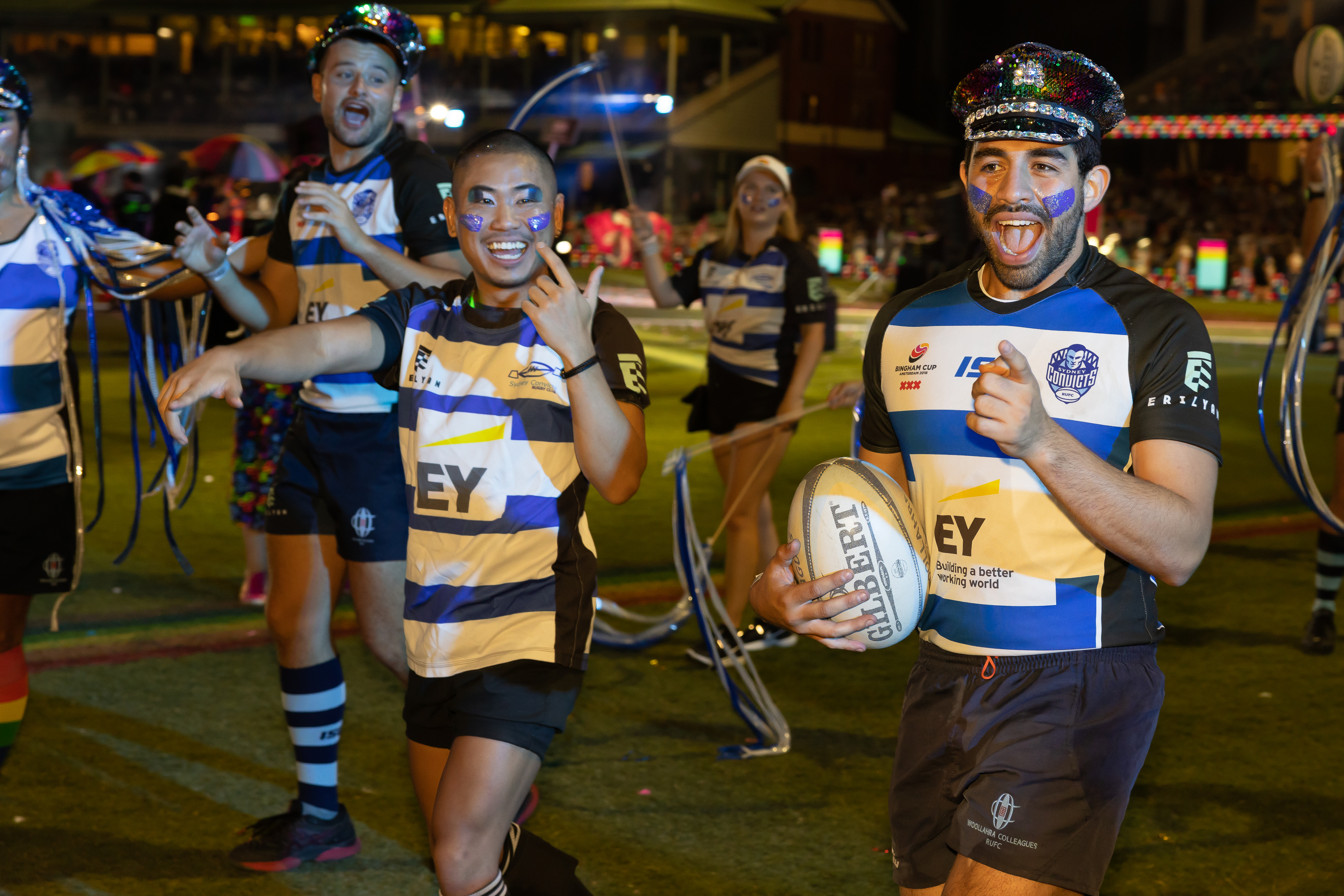
Jugadores del Sydney Convicts en el Sydney Mardi Gras de 2021

En 1982, el primer equipo de fútbol LGBTQI, conocido como los «Adelaide Armpits», inició su primera temporada en la ciudad de Adelaida. Este equipo continuó compitiendo en diversos eventos del sur de Australia durante un período de 30 años.
Los Sydney Convicts son el primer club gay e inclusivo de la Unión de Rugby de Australia. Fundado en 2004, compiten en el campeonato de la Sydney Suburban Rugby Union (Subbies) bajo el amparo del Woollahra Colleagues RFC, y son miembros de la NSW Rugby Union. Además se dedican a promover la lucha contra la homofobia en el deporte y han estado involucrados en diversas iniciativas para generar un cambio real. Junto con sus socios y patrocinadores, han trabajado para aumentar la conciencia y la conversación sobre este tema. Han lanzado un marco de inclusión y lucha contra la homofobia específicamente diseñado para los deportes en Australia, luego de la celebración de la Copa Bingham en 2014 en Sídney. Además, lideraron la encuesta internacional «Out on The Fields», la cual investigó la homofobia en el deporte, siendo el primer estudio de este tipo a nivel mundial.
A días de iniciado el Copa Mundial de Fútbol de 2022 en Catar, la Selección de Australia, los Socceroos, realizó un video en el que solicitan reformas a favor de los derechos humanos y la despenalización de las relaciones LGBTI en el país anfitrión, destacando la preocupación por el trato a los trabajadores inmigrantes y abogando por la libertad de amar sin restricciones. Esta declaración coincidió con el aniversario del anuncio público del jugador Josh Cavallo sobre su orientación sexual, un año antes.

## Literatura
En 1990, se publica la novela premiada y adaptada al teatro Two Weeks with the Queen de Morris Gleitzman, resultando controvertida y pionera en torno a la homosexualidad y el VIH/sida.
En 1995 se publica Loaded, novela  escrita por Christos Tsiolkas, considerado como un escritor provocativo y un referente de la literatura australiana. Posteriormente la obra fue adaptada en cine y teatro.
En 2015, la literatura juvenil en Australia experimentó un cambio significativo al abordar temas relacionados con la comunidad LGBT. Hubo un creciente reconocimiento de la importancia de representar de manera amplia la diversidad en la vida de los jóvenes. La academia también se involucró en discusiones sobre diversidad en la literatura. Durante este periodo, se publicaron numerosas novelas como Becoming Kirrali Lewis, Cloudwish, The Flywheel y The Foretelling of Georgie Spider que exploraban una amplia gama de experiencias, tanto de autores australianos como estadounidenses. Estas historias trataban temas como la identidad sexual, la raza, la discapacidad y la salud mental.
Butch is Not a Dirty Word, es una revista bianual australiana, la  única revista en el mundo dedicada específicamente  para lesbianas butch y sus simpatizantes.

## Ocio y entretenimiento

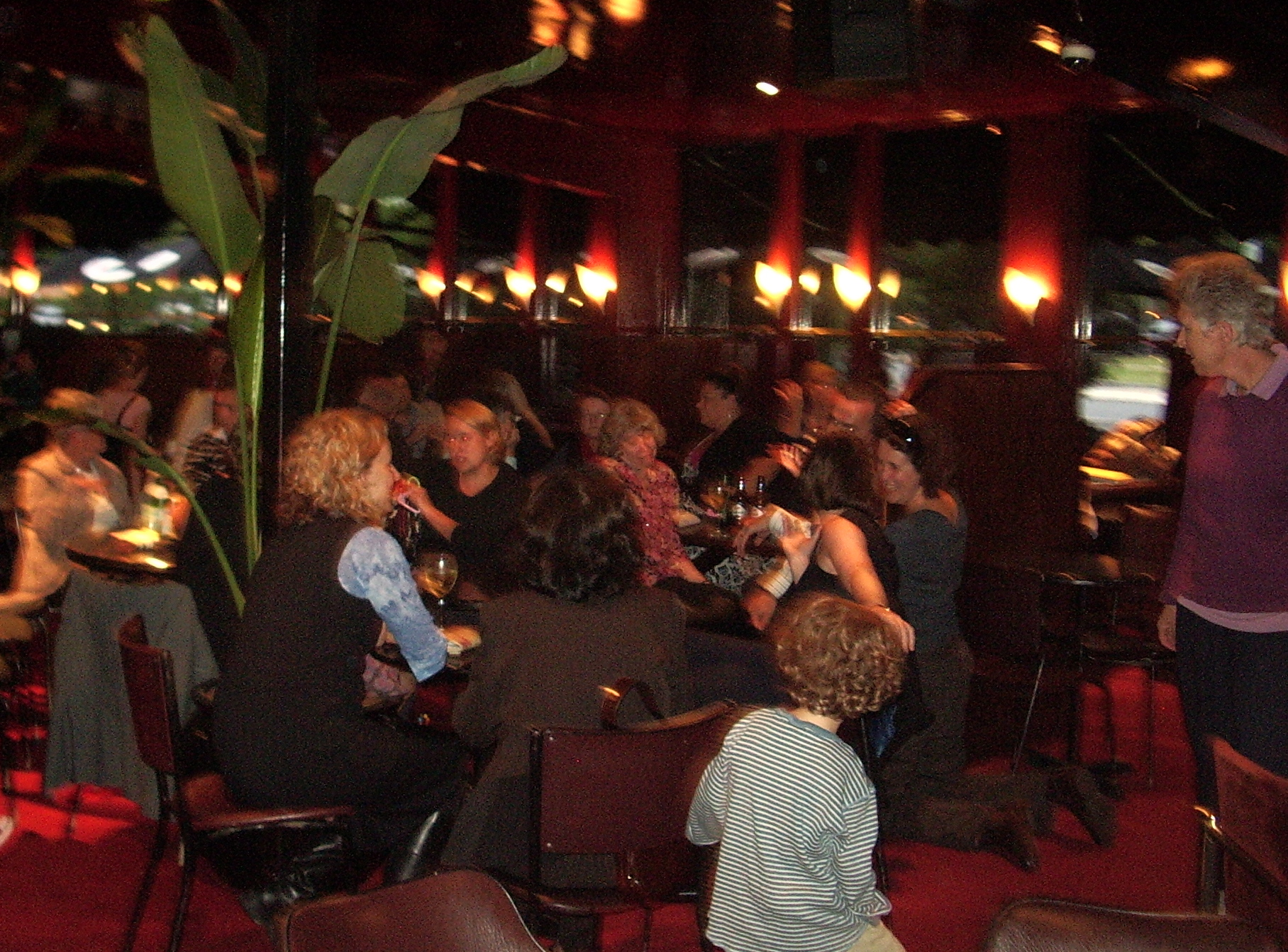
Mujeres reunidas en el interior de Tilley's en 2010

El Tilley's Devine Café Gallery, también llamado Tilley's, es un café muy conocido en el suburbio de Lyneham en Canberra, Australia. Fue nombrado en honor a Matilda 'Tilly' Devine, una gánster y madama australiana de origen inglés de Sídney. Cuando el café abrió por primera vez en 1984, estaba destinado a ser un espacio exclusivo para mujeres, y los hombres solo podían entrar si iban acompañados por mujeres. Fue especialmente popular entre mujeres lesbianas y rápidamente se convirtió en un ícono de la escena LGBT de Canberra.

## Televisión

### Años 1970
Cuando la homosexualidad era ilegal, los australianos abrazaron la diversidad sexual en la televisión. Los personajes principales tenían tramas gay y esos programas lideraron las audiencias. Las producciones originales no eran programas de nicho, sino que se transmitían en horario estelar durante cinco noches a la semana, siendo los de mayor audiencia en la televisión. Mientras en Estados Unidos se producían programas familiares como The Brady Bunch y The Waltons, la televisión australiana desafiaba tabúes con éxitos como Prisoner, The Box, donde se mostró el primer beso bisexual de la historia de la televisión y Number 96, donde se presentó por primera vez en la historia de la televisión a un personaje gay, un personaje trans y un beso gay.
En la década de 1970, había más personajes LGBTQ en la televisión australiana que en el resto del mundo. Incluso el drag era mainstream en Australia antes que en otras partes del mundo, con la famosa showgirl de Sídney, Carlotta, interpretando un personaje transgénero en Number 96, mucho antes de que este tipo de casting fuera aceptado en el Reino Unido y Estados Unidos.

### Años 1980-1990
En el documental Outrageous: The Queer History of Australian TV, el exjuez de la Corte Suprema de Australia, Michael Kirby, refiere que la serie de los años 1970, Number 96 ayudó a suavizar parte de la histeria en torno a la crisis del sida en las décadas siguientes al demostrar que las personas LGBTQ+ eran como cualquier otra persona. Sin embargo, a medida que la epidemia de sida se propagaba y debido a la reticencia de algunos ejecutivos de la televisión australiana, los personajes homosexuales desaparecieron de las series de televisión en el país.
El historiador Andrew Mercado dijo:

Tuve la suerte de ser uno de esos jóvenes queer que veían esos modelos a seguir gay positivos en la televisión. Esto significaba que no tenía que castigarme a mí mismo por mi sexualidad secreta, porque en mi mente, algún día podría dejar mi escuela católica de chicos y mi pueblo homofóbico, y encontrar a mi familia gay en otro lugar.
Por lo tanto, me sorprendió leer Caught In The Act, la autobiografía de la estrella internacional de drag Courtney Act, y enterarme de que Shane Jenek creció sin saber lo que era la homosexualidad. Eso se debió a la escasa representación queer en la televisión durante los años 80 y 90, y las cosas no mejoraron hasta que llegó la realidad televisiva en 2001.
Andrew Mercado, 2022

## Teatro
En 2023 (postergada por la pandemia de Covid-19) se estrena Loaded, la obra de teatro basada en la novela de Christos Tsiolkas, quien personalmente en colaboración del dramaturgo Dan Giovannoni, se encargaron de adaptarla. Dirigida por Stephen Nicolazzo y protagonizada por Danny Ball, la obra ha sido elogiada por su impacto emocional y su habilidad para abordar temas profundos con gravedad y vulnerabilidad. Ambientada en Melbourne, el diseño escénico de Nathan Burmeister y la iluminación de Katie Sfetkidis crean un ambiente evocador que transporta al público a través de los diferentes escenarios geográficos de la historia.

## Transformismo

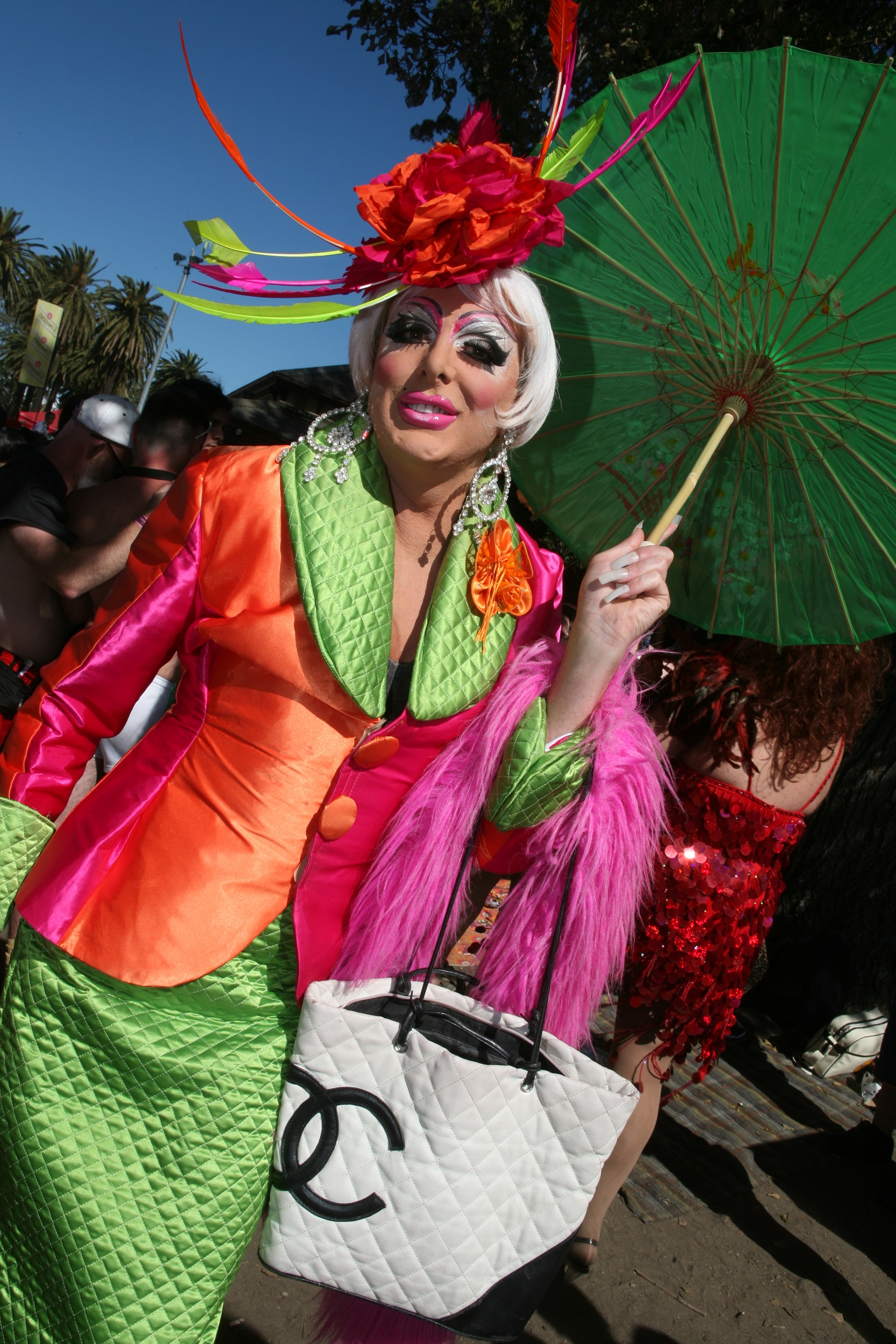
Drag en un festival LGBT en Melbourne en 2010

El Miss Gay y Miss Trans Australia International, es un evento anual celebrado en Melbourne que promueve la diversidad LGBT+. Es el concurso de belleza drag y trans más grande de Australia. Las ganadoras participan en compromisos comunitarios y de caridad, desfilan en festivales gays destacados y se unen al desfile del Día de Australia para celebrar la inclusión de género. El concurso tiene lugar en febrero, brindando oportunidades para participar en eventos posteriores.

## Festividades
- Festival Midsumma, es un festival anual en Melbourne desde 1988.[20] Es organizado por Midsumma, la principal organización de artes y cultura queer de Australia. El festival incluye una amplia variedad de eventos queer que celebran la cultura LGBTQIA+, con la participación de artistas locales, nacionales e internacionales. El programa del festival abarca diversas formas artísticas como artes visuales, música en vivo, teatro, cine, fiestas, deportes y más. Midsumma se ha convertido en una plataforma importante para dar visibilidad a las comunidades queer diversas y proporcionar un espacio seguro e inclusivo. La organización también se compromete con las comunidades de las Primeras Naciones, audiencias y artistas culturalmente diversos, generaciones más jóvenes y mayores, personas con discapacidad, comunidades transgénero y de género diverso, y familias diversas. Además, Midsumma brinda apoyo y oportunidades de desarrollo a artistas y creadores de cultura emergentes a través de programas como Midsumma Futures y Midsumma Pathways.[21]

- El Mr Gay Pride Australia es el concurso masculino más grande de Australia, organizado por la comunidad gay del país. Su objetivo es encontrar a un hombre que represente y apoye los valores y la lucha por la igualdad de la comunidad LGBT+. A diferencia de otros concursos de belleza, la apariencia física no se evalúa en ninguna etapa y no es un requisito para participar. Se busca preparar a líderes y voceros de la comunidad LGBT+, que sean capaces de hablar en público y mostrar compromiso comunitario y liderazgo. Los participantes envían propuestas a través de las redes sociales y se seleccionan ocho finalistas para someterlos a pruebas y presentaciones en el escenario durante el evento. El ganador representará a Australia en el concurso Mr. World cada año.[20]

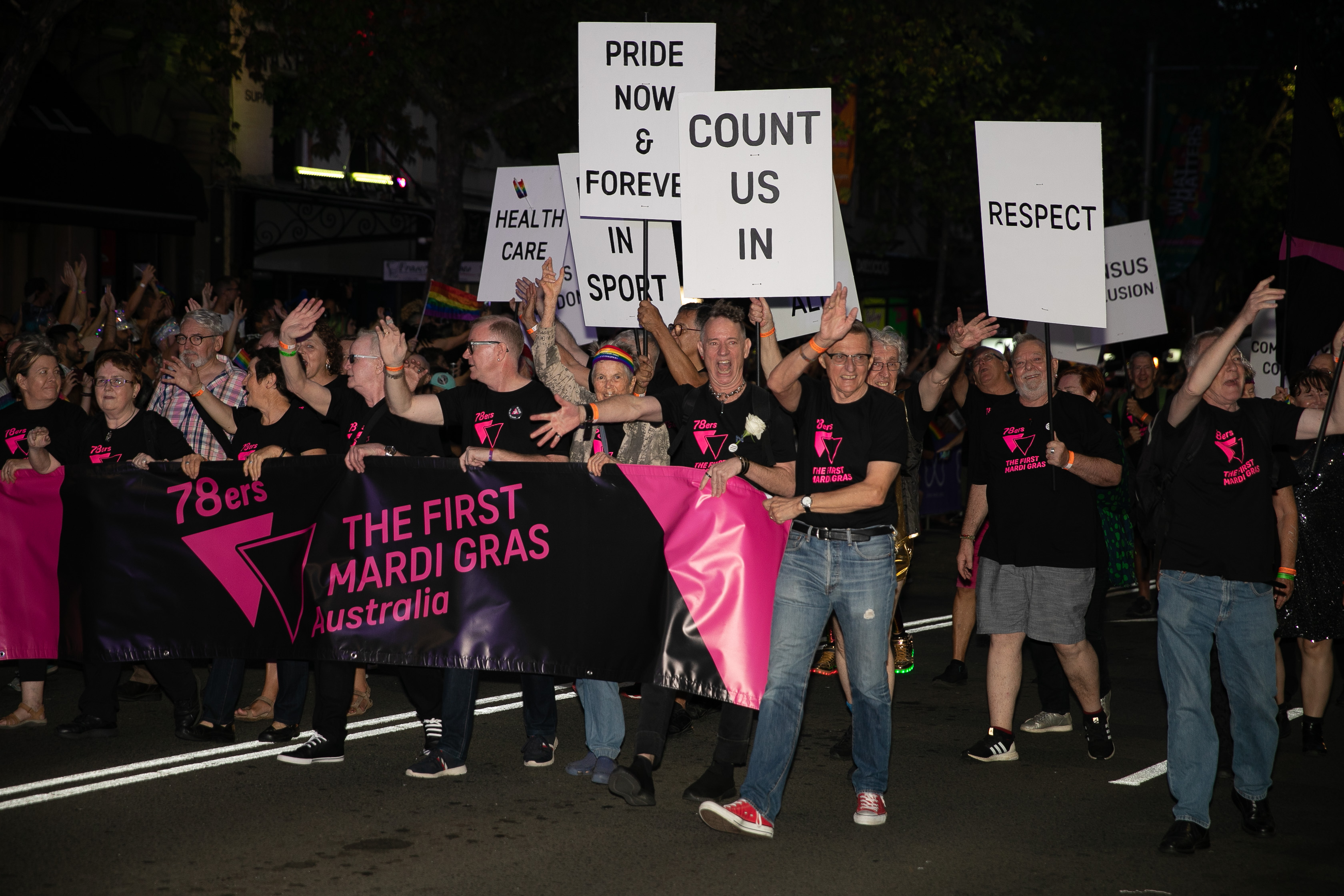
Manifestantes en el Mardi Gras de 2020, quienes participaron de la primera marcha

- El Sydney Mardi Gras es uno de los festivales gay más grandes del mundo, celebrado en Sídney anualmente. Surgió como una pequeña marcha en 1978 para apoyar a la comunidad LGBT+ y se ha convertido en una gran fiesta callejera y una plataforma para luchar por los derechos homosexuales. Atrae a más de 250,000 personas de todo el mundo y cuenta con un desfile destacado seguido de numerosas fiestas. Además de ser una celebración, el festival busca promover la lucha por los derechos LGBT+ en Australia.[20]

- El gay pride en Australia es un movimiento que abarca todos los estados del país, promovido por la comunidad LGBT+. Esta organización sin fines de lucro busca fomentar la integración y el apoyo a todos los miembros de esta comunidad en Australia. Cada estado tiene su propia agenda de eventos, como el Pride Queer Film Festival, Sunshine Coast Pride, Brisbane Pride Festival, Life Outback is Never a Drag, Caberra’s Very Own Pride Festival, Pride March Adelaide, Queer Festival in Adelaide, Pride Western Australia, Pride de Tas y el Freedom To Be Me Newcastle. Estas festividades se llevan a cabo a lo largo del año, pero las más destacadas tienen lugar entre febrero y marzo.

- Fresh Out Fair Day: Celebración anual que muestra el orgullo y la diversidad LGBTIQA+ en el Glebe Park de Canberra.[22]

- Festival SpringOUT: Festival cultural queer de Canberra, comenzó en 1999, es una celebración de la comunidad LGBTQIA+ en la ciudad. Con solo dos voluntarios al principio, ha crecido hasta incluir una marcha de orgullo y diversas actividades. El festival reconoce y honra a los Pueblos originarios, así como a los activistas de género y sexualidad diversa que han luchado por los derechos y libertades de la comunidad.[23]
- El WorldPride 2023 se realizó en Sídney. Se estima una asistencia de alrededor de 50.000 personas.[24]